# Po přečtení spalte
Po přečtení spalte (v anglickém originále Burn After Reading) je americký film bratrů Coenových z roku 2008. V hlavních rolích se objevili George Clooney, John Malkovich, Frances McDormandová, Tilda Swinton, Richard Jenkins a Brad Pitt.

## Děj
Osbourne Cox, analytik CIA, propuštěný kvůli problémům s alkoholem, se rozhodne napsat memoáry o CIA. Jeho manželka pediatrička Katie se chce rozvést, a tak zkopíruje jeho osobní data na CD. Asistentka jejího právníka disk ale zapomene ve skříňce ve fitness centru.
Dva zaměstnanci tělocvičny Chad Feldheimer a Linda Litzkeová se disku zmocní a domnívají se, že se jedná o přísně tajné informace. Nejdříve chtějí Chad a Linda disk vrátit Osbourneovi za odměnu, za kterou by Linda mohla zaplatit své plastické operace. Nakonec se ale uchýlí k vydírání. Chad se setká s Osbournem a ten odmítá zaplatit a udeří Chada do nosu. Chad to potom řekne Lindě, která úmyslně nabourá Osbourneovo auto a pak se rozhodne informace donést na ruskou ambasádu. Tam předá disk s tím, že může poskytnout další informace. Protože ale ve skutečnosti žádné informace nemá, řekne Chadovi, aby se vloupal do Osbourneova domu.
Katie má poměr s Harrym Pfarrerem, sukničkářem pracujícím rovněž pro tajné služby. Harry se náhodou seznámil na webu s Lindou a začal si s ní také milostný poměr. Chad pronikne do Osbourneova domu, když vidí, že Katie a Harry odcházejí. Harry se ale vrátí a najde Chada v šatníku, lekne se a střelí ho do hlavy. Chad u sebe nemá doklady a cedulky u jeho oblečení jsou ustřižené. Když si toho všimne Harry, myslí si, že je Chad špión, a tak se těla zbaví. O dva dny později informuje úředník Palmer v CIA svého šéfa, že Osbourneovy informace dostala ruská ambasáda. Oba jsou zmatení a rozhodnou se sledovat situaci, dokud nezačne dávat smysl.
Několik dní poté Harry opustí po hádce s Katie Osbourneův dům. Když vychází, všimne si muže, který ho sleduje a napadne ho. Zjistí, že muž pracuje pro právní firmu, kterou si najala jeho manželka, která, jak se později ukázalo, ho podvádí také. Harry je zničený, jde na setkání s Lindou. Ta je rovněž rozrušená, protože Chad zmizel. Harry souhlasí s tím, že jí pomůže ho najít, aniž by věděl, že se jedná o muže, kterého předtím zastřelil.
Další den se Linda a Harry znovu setkají v parku a Linda dá Harrymu další informace o Chadovi. Když Harry zjistí, že Chad je muž, kterého zastřelil, začne být paranoidní a zděšením uteče, protože si myslí, že je Linda také špión. Linda se proto obrátí na svého šéfa Teda Treffona, který je do ní zamilovaný. Ten uvěří, že Chada unesli Rusové, a tak souhlasí, že se podívá v Osbourneově počítači po dalších informacích. Osbourne, jenž zjistil, že Katie vybrala peníze z jeho účtu, se rozhodne vloupat do svého starého domu. Tam najde Teda u svého počítače, střelí ho a pak ho pronásleduje ven z domu. Na ulici ho brutálně zabije sekyrkou.
Na vedení CIA se o několik dní později snaží Palmer se šéfem přijít na to, co se vlastně stalo. Harry byl zadržen na letišti, když se snažil utéct do Venezuely, Tedovo tělo bylo zlikvidováno CIA. Ta rovněž zadržela Lindu, která slibuje, že nic neřekne, pokud jí zaplatí plastické operace. Agent CIA Osbournea střelil při zabíjení Teda a ten následkem toho upadl do kómatu. Šéf nařídí Palmerovi, aby dovolil Harrymu utéct do Venezuely s tím, že USA s ní nemají uzavřenou smlouvu o vydávání zločinců, zaplatil Lindě její operaci. Situaci Osbournea chce řešit, až se probere z kómatu, což ale není pravděpodobné. Film končí, když šéf říká Palmerovi, že se z toho nijak nepoučili.

## Obsazení
| George Clooney       | Harry Pfarrer          |
| Frances McDormandová | Linda Litzkeová        |
| John Malkovich       | Osbourne Cox           |
| Brad Pitt            | Chad Feldheimer        |
| Tilda Swinton        | Katie Coxová           |
| Richard Jenkins      | Ted Treffon            |
| David Rasche         | Palmer                 |
| J. K. Simmons        | šéf CIA                |
| Jeffrey DeMunn       | plastický chirurg      |
| Elizabeth Marvel     | Sandy Pfarrerová       |
| Devin Rumer          | dohled                 |
| Aleksander Krupa     | Krapotkin              |
| Dermot Mulroney      | hvězda Coming Up Daisy |

## Výroba
Po přečtení spalte bylo prvním filmem bratrů Coenů od Millerovy křižovatky, k němuž nepoužili jako kameramana Rogera Deakinse. Místo něj se kamery ujal čtyřikrát na Oscara nominovaný Emmanuel Lubezki, kameraman Ospalé díry a Potomků lidí. Jedná se rovněž o první originální scénář Coenů od filmu z roku 2001 Muž, který nebyl.

## Ohlas
Recenze filmu byly převážně kladné. Server Rotten Tomatoes uděluje filmu na základě 217 kritických hodnocení 78 %. The Times, jež daly filmu čtyři hvězdičky z pěti, vychvalují na snímku zejména smysl pro detail: „Coenovi dokážou vyvolat smích něčím tak jednoduchým jako je dobře postavená fotka Vladimira Putina.“
Po přečtení spalte získalo dvě nominace na Zlatý glóbus – v kategoriích Nejlepší komedie nebo muzikál a Nejlepší ženský herecký výkon v hlavní roli v komedii nebo muzikálu pro Frances McDormandovou.
Během úvodního víkendu film vynesl 19,1 milionů dolarů v 2 651 kinech po Spojených státech a Kanadě. Celkově snímek vynesl po celém světě téměř 164 milionů dolarů.